# Casale di San Basilio

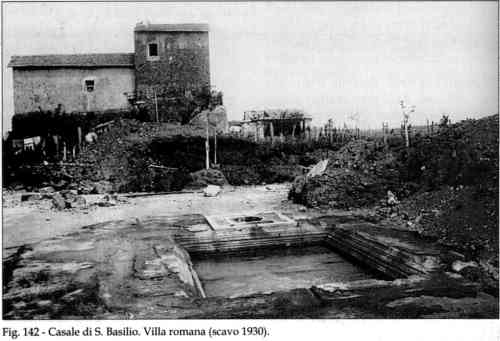

Il Casale di San Basilio è sito nel quartiere di San Basilio a Roma.
L'edificio è moderno con una torre con scaglie di selce e laterizio risalente al XIII-XIV secolo. Verosimilmente è lo stesso casale della piantina di Eufrosino della Volpaia ove vi era una cisterna in calcestruzzo di selce con volta a botte inerente ad una villa tardo repubblicana scoperta nel 1930. La villa consta di un atrio rettangolare con impluvium centrale ed un giardino contornato da un portico su tre lati con coppie di colonne realizzate con laterizio. Tutt'intorno al portico vi erano i seguenti ambienti:
- una stanza con due alcove
- un triclinio
- un cubicolo
- un tablino

Una scala sita a nord-ovest del peristilio portava al piano superiore. Ad est ed a nord vi erano delle stanze forse di servizio accessibili solo dall'esterno. Ad ovest, invece, vi sono altri ambienti in opus reticolatum:
- un bagno
- un cortile scoperto.

Alcune strutture murarie e dei mosaici del pavimento sono stati portati al Museo Nazionale Romano. Tali strutture murarie ed i mosaici, nonché dei brandelli di intonaco affrescato fanno capire che la villa risaliva alla prima metà del I secolo a.C. senza particolari interventi successivi.